# Gare de Bastogne-Sud
La gare de Bastogne-Sud est une ancienne gare ferroviaire belge de la ligne 163, située sur le territoire de la commune de Bastogne, dans la province de Luxembourg en région wallonne. Le bâtiment de gare, datant de 1895, a été reconverti après la suppression des trains en 1993.

## Situation ferroviaire
La gare de Bastogne-Sud est située au point kilométrique (PK) 28,70 de la ligne 163, de Libramont à Gouvy et Saint-Vith entre la halte de Villeroux et la gare de Bastogne-Nord (la ligne et la gare sont fermées).

## Histoire
La desserte de la ville de Bastogne par un embranchement ferroviaire faisait partie des conditions de la loi du 18 juin 1846 concédant à la Grande compagnie du Luxembourg (GCL) le chemin de fer de Bruxelles à la frontière luxembourgeoise, le canal de l'Ourthe ainsi qu'une voie ferrée en direction de l'Ourthe. La GCL, qui achève sa ligne principale en 1859, se montre cependant peu pressée de réaliser la ligne vers Bastogne, la jugeant trop peu rentable malgré la promesse de l’État de lui verser 100 000 francs de rente annuelle. Elle entame finalement les travaux à la fin des années 1860.
La gare de Bastogne est mise en service le 15 novembre 1869 par la Grande compagnie du Luxembourg. Elle sera renommée Bastogne-Sud le 14 février 1887, lors de la mise en service d'un arrêt dénommé Bastogne-Nord.
Du temps de la Compagnie du Luxembourg, Bastogne est une gare en impasse. De l'autre côté de la frontière, la Compagnie des chemins de fer Prince-Henri obtient en 1870[réf. souhaitée] la concession d'une ligne de chemin de fer reliant Kautenbach à Wiltz et se prolongeant vers la frontière belge et la gare de Bastogne. Future ligne 1b luxembourgeoise et 164 belge, elle ne sera achevée qu'en 1887.
Une série de prolongements, en direction de la ligne de Pepinster à la frontière luxembourgeoise, de la France, de l'Allemagne et de Liège est mentionné dès 1864 comme composante du réseau "Forcade" comprenant une ligne de la frontière française (près de Bouillon) aux environs de Vielsalm via Bastogne qui constituerait l'amorce d'une ligne en direction de Liège. Ce projet ambitieux, encore mentionné en 1872, ne verra pas le jour.
La loi du 15 mars 1873, qui règle le rachat de la Compagnie du Luxembourg et la création de plusieurs lignes reliant la Belgique aux gisements de fer du Prince-Henri au Luxembourg, liste parmi les lignes que la société des Bassins Houillers construira pour le compte de l’État belge « Un chemin de fer partant de la station de Bastogne et se raccordant au chemin de fer de Pepinster à la frontière du grand-duché de Luxembourg, à Gouvy ». Les bassins houillers de Simon Philippart font faillite en 1878 après n'avoir bâti qu'une petite partie des lignes qui lui avaient été attribuées et l’État doit renégocier la construction de ce réseau.

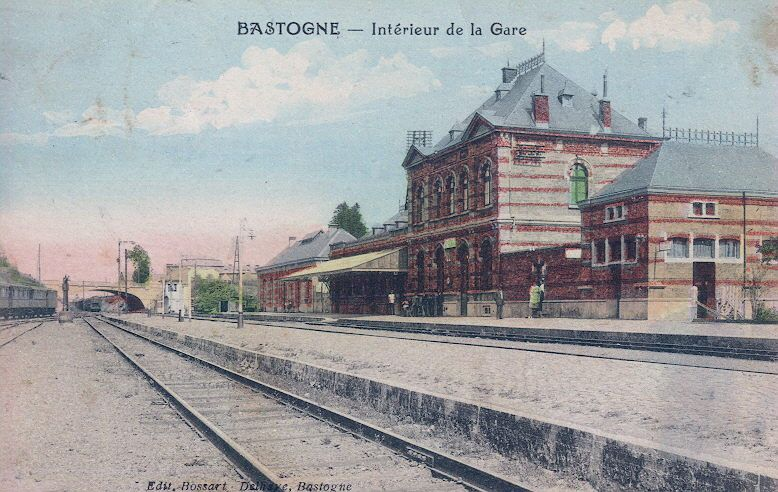
La gare vers 1900.

C'est le 20 février 1884 que l’État belge livre à l'exploitation la section de Bastogne à Limerlé, suivie le 26 octobre 1885 par celle vers Gouvy.
En 1895, le bâtiment de la gare de Bastogne-Sud est démoli et remplacé par une nouvelle gare de style néo-renaissance. La ligne sera mise à double voie au début du XXe siècle et intensément utilisée par l'occupant allemand (qui avait réalisé son prolongement de Gouvy à Saint-Vith) pour ses mouvements de troupes, munitions et blessés vers l'est de la France durant la Première Guerre mondiale.
Aux abords de la gare de Bastogne-Sud, la Société nationale des chemins de fer vicinaux exploite[Depuis quand ?] un important dépôt sur les lignes de tramways 516A (Bastogne - Marche-en-Famenne) et 516B (Bastogne - Martelange). Ces lignes, à traction vapeur puis diesel, sont désaffectées le 6 septembre 1954.
Le 3 juin 1984, la SNCB supprime les trains de voyageurs entre Bastogne-Nord et Gouvy et les trains de marchandises peu après (sauf une desserte vers Bourcy jusqu'en 1991. La ligne 164 vers Wiltz n'est déjà plus exploitée depuis 1967.
Le reste de la ligne 163 est, non-officiellement, fermé au service des voyageurs le 22 mai 1993 et au service des marchandises le 24 mai de la même année. Cette fermeture pour travaux en raison du mauvais état de la voie, définitive[Depuis quand ?]  après de nombreuses années de remplacement par des autobus TEC exploités, au début, par la SNCB et desservant l'ancienne gare de Bastogne-Sud.
Les rails sont arrachés entre Bastogne et Gouvy en 1998 puis en 2010 jusqu'à la gare de Libramont. Un chemin RAVeL a été implanté sur l'ancienne ligne ainsi que sur la ligne vers Wiltz. Le bâtiment de la gare a fait l'objet d'une reconversion et l'espace occupé par les voies 1 et 2 voit s'arrêter les autobus TEC.

## Patrimoine ferroviaire
L'ancien bâtiment des voyageurs datant de 1895 est toujours existant avec son quai principal.

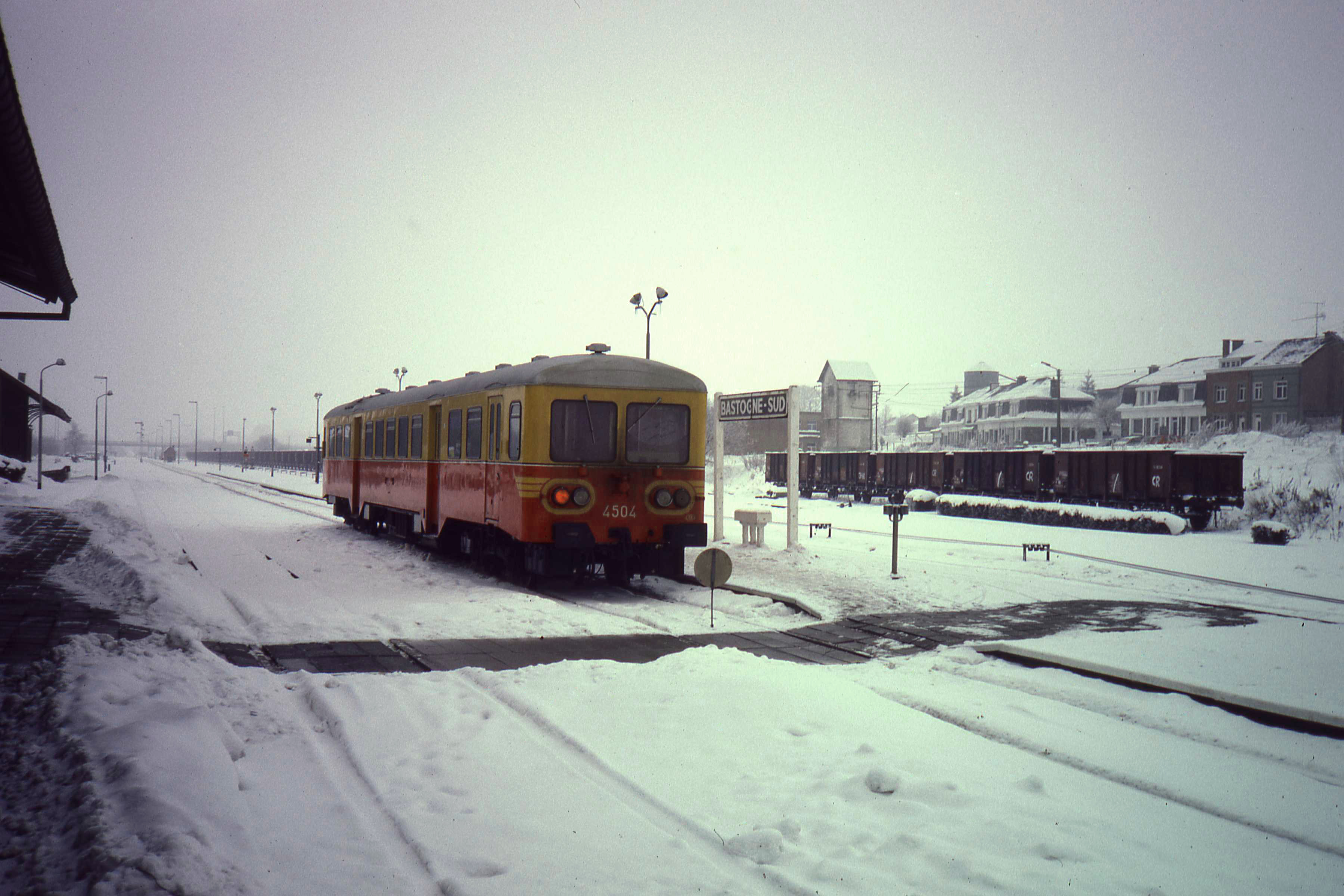
Autorail à quai en 1986.
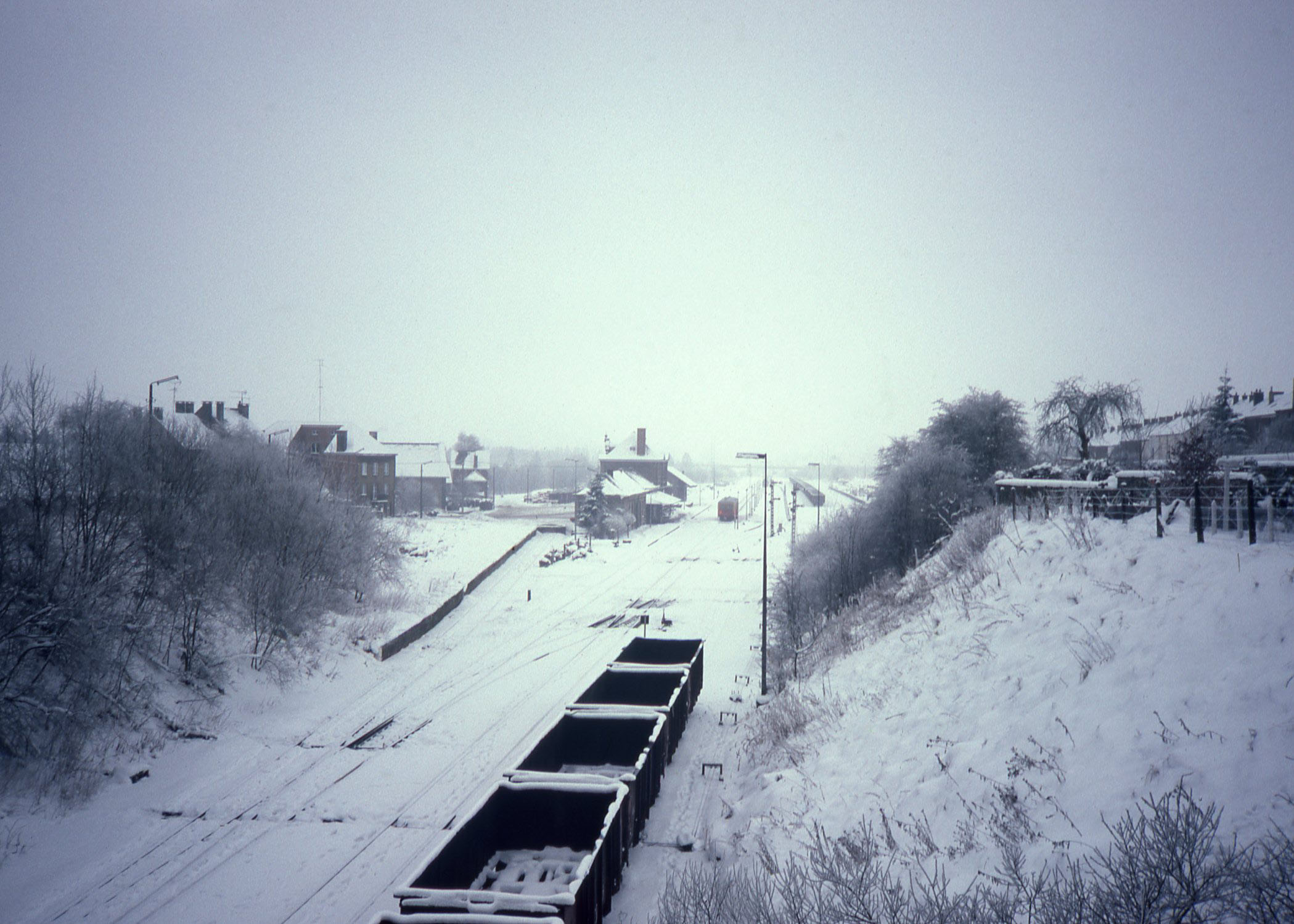
Vue d'ensemble.
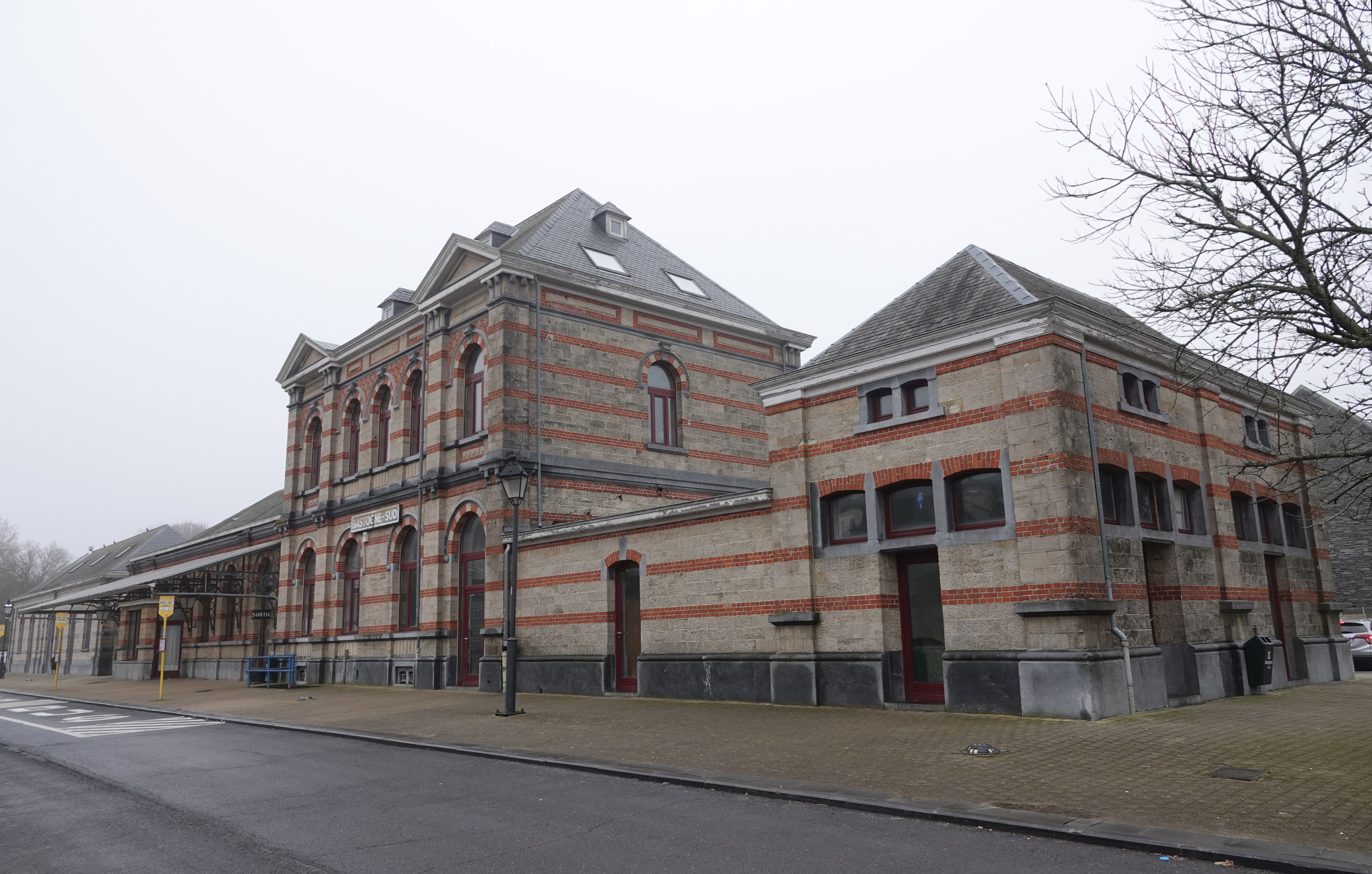
La gare côté quai en 2023.
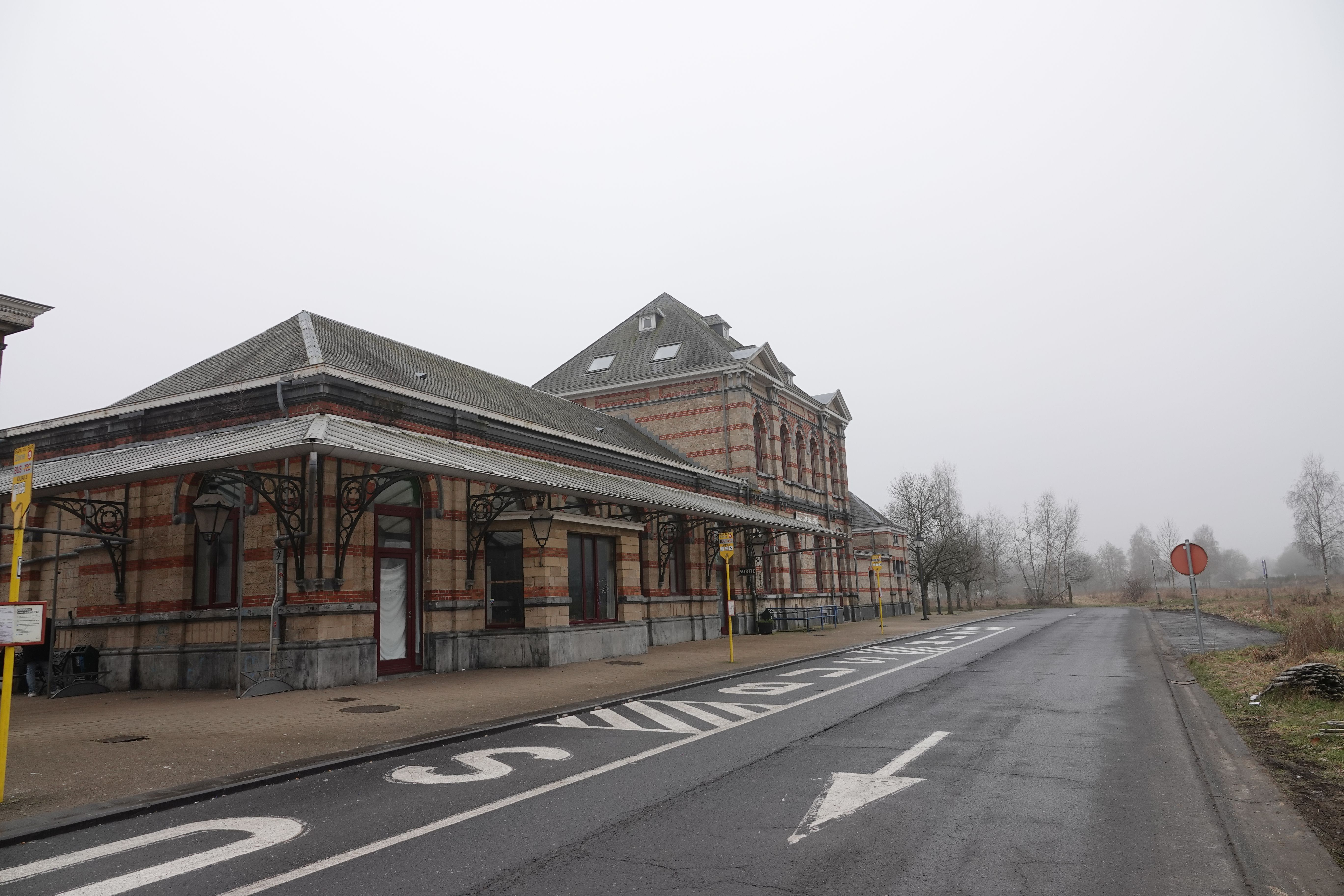
Marquise de quai.
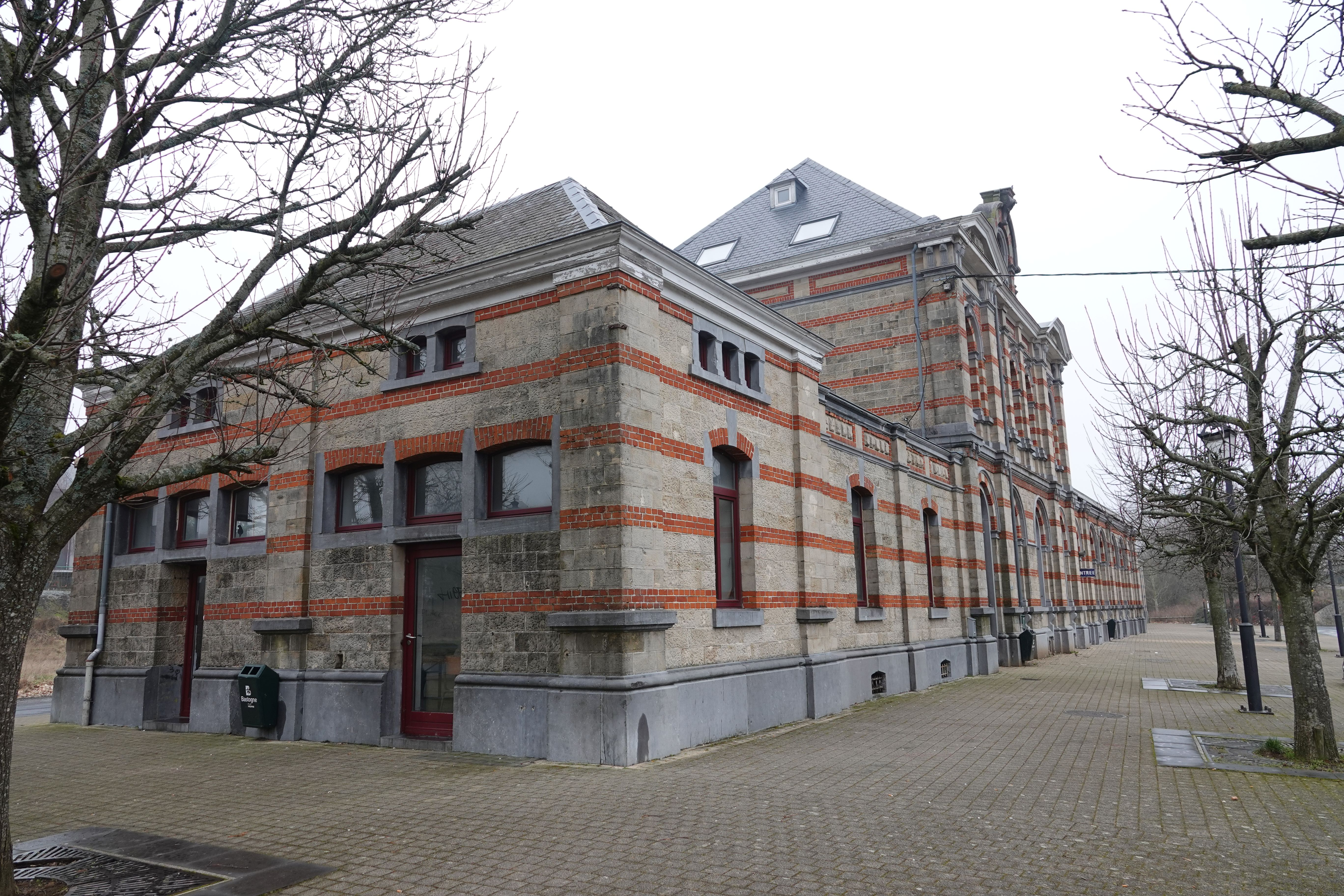
Côté rue, anciennes toilettes.
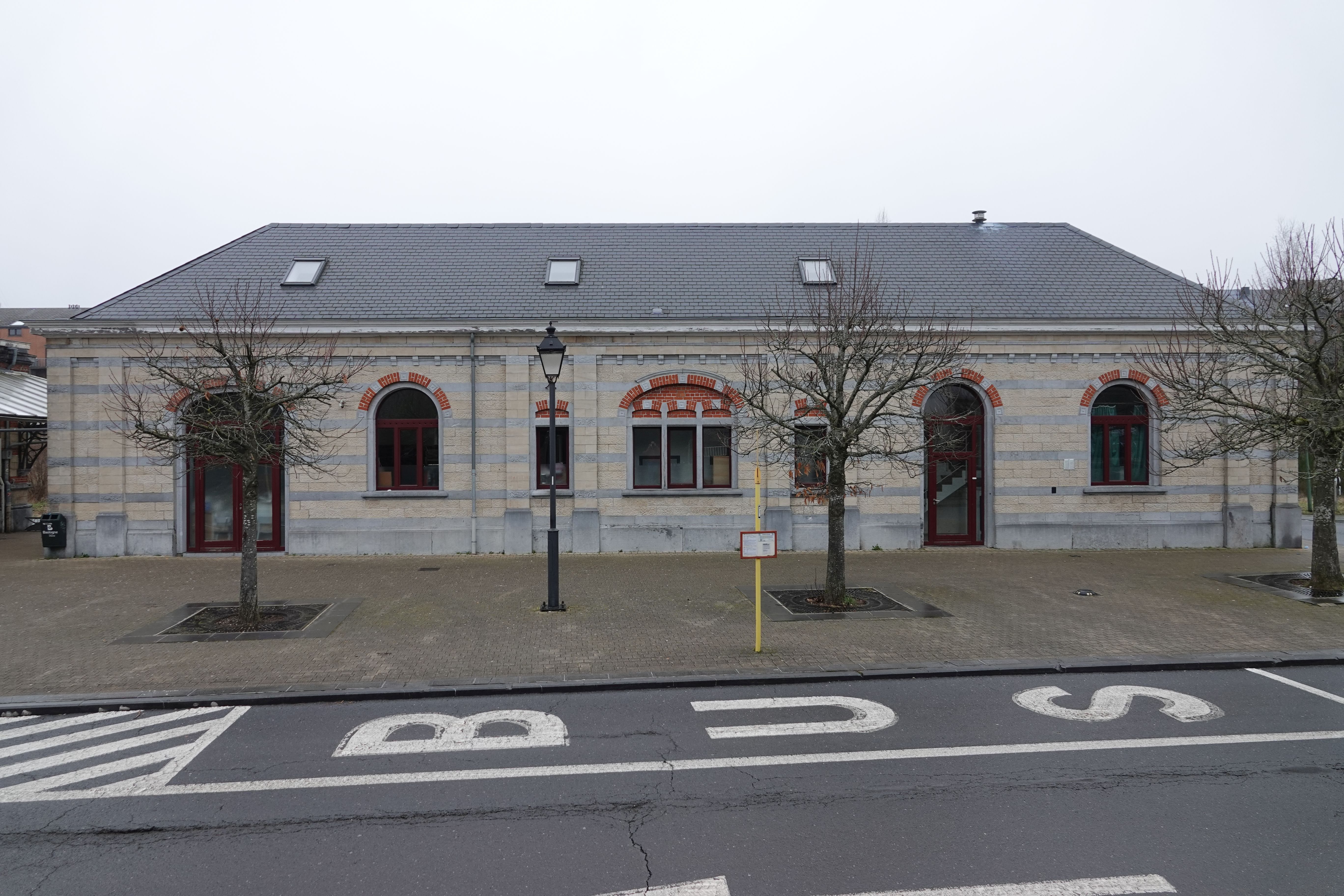
Ancien bâtiment de service.